# Бурего, Николай Степанович
Николай Степанович Бурего (20 января 1930) — народный депутат Украины 1-го созыва.

## Биография
Родился 20 января 1930 года, в селе Новый Стародуб, в семье рабочих. Образование высшее, Днепропетровский горный институт имени Артема, горный инженерно-шахтостроительный; женат, есть ребенок.
1946 — курсант военно-морского училища, служба в морской авиации Северного флота.
1949 — электрослесарь шахты № 2 «Александрийская», город Александрия, Кировоградской области
1951 — студент Днепропетровского горного института.
1956 — горный мастер, начальник участка ШСУ № 1, № 2, № 3.
1965 — главный инженер ШСУ № 3, заместитель руководителя, председателя, инженерного треста «Красноармейскшахтострой».
1974 — главный инженер комбината «Ворошиловградшахтострой».
1976 — начальник комбината «Донецкшахтострой».
Член КПСС с 1961 по 1991.
6 декабря 1992 года избран народным депутатом Украины 1-го созыва (2-й тур — 62.5 %, 5 претендентов).
- Донецкая область
- Снежнянский избирательный округ № 142
- Дата принятия депутатских полномочий: 14 декабря 1992 года.
- Дата прекращения депутатских полномочий: 10 мая 1994 года.

Член Комиссии ВР Украины по вопросам экономической реформы и управления народным хозяйством.
В группы, фракции не входил.
Кандидат в народные депутаты Украины II созыва Верховной Рады, выдвинут трудовым коллективом (1-й тур — 5.92 %, 4-е место, 12 претендентов).

## Награды
- Орден Трудового Красного Знамени;
- Орден Октябрьской Революции;
- Орден Дружбы народов;
- Почётная грамота Президиума Верховного Совета УССР;
- Заслуженный шахтёр Украины;
- медалями.